# Mount Ellen
Mount Ellen je s nadmořskou výškou 3 507 metrů nejvyšší hora pohoří Henry Mountains. Leží na severovýchodě Garfield County, v jižním Utahu.
Mount Ellen je třetí nejprominentnější hora v Utahu.
Vrchol hory leží 16 kilometrů západně od Utah State Route 95. 25 kilometrů západně od Mount Ellen se nachází Národní park Capitol Reef.